# Bán Jenő (sakkozó)
Bán Jenő (Dunapataj, 1919. március 19. – Budapest, 1979. november 12.) sakkmester, sakkfeladványszerző- és sakkoktató mesteredző.
A 20. század egyik legjelentősebb sakkpedagógusa, amit újra és újra kiadott könyvei révén (Asztalos-Bán: A sakkjáték elemei, Bán Jenő: A végjátékok taktikája) még halála után is gyakorol.

## Életpályája
Édesapja Bán János pénzügyőri szemlész, édesanyja Faragó Mária. Három és fél hónapos volt, amikor édesapját megölték. Kerekes József lett a nevelőapja. 1937. június 3-án érettségizett a budapesti Kölcsey Ferenc Gimnáziumban. 1937. szeptember 10-én iratkozott be a budapesti Királyi Magyar Pázmány Péter Tudományegyetemre. Az első orvosi szigorlatát sikerrel letette, végbizonyítványt is kapott (1942. II. félév), de orvosi diplomája Bolognában kelt.
A Kölcsey Gimnáziumban Flórián Tibor és Schneider Miklós révén tanult meg sakkozni. 1945-ben a főtornán első volt, megkapta a sakkmesteri címet. 1946-ban felhagy az orvosi pályával, és a sakkozásnak szenteli életét.
1945–1949 között a Magyar Dolgozók Országos Sakkszövetsége (MADOS) vidéki főtitkára. Rendszeresen írt a Magyar Sakkvilágba, előadásokat tartott, 1947-ben szakoktató lett. Szerkeszti a Sakkhíradót, majd 1951-től 1972-ig a Magyar Sakkéletet, amelyben 1956-tól haláláig vezette a végjáték rovatot. Sakkszerző mester. Az első szerzeménye 1943-ban jelent meg, 1957-től aktív szerző. Magas fokú sakkszerzői munkáját mutatja az a tény, hogy kitüntetett műveinek több mint felét a díjasok között találjuk.
Tanulmányai, soklépéses segítő mattjai, rekord lépésszámú sorozatlépő segítő mattjai és segítő pattjai, konstrukciós és matematikai jellegű feladványai teszik őt, a mestert halhatatlanná.
Első könyve Asztalos-Bán: A sakkjáték elemei. Ez a 3 kötetes szakmunka három kiadást ért meg (a 3. kötet a második kiadással egy időben jelent meg). A Végjátékok taktikája c. művének két kiadása van, a Sakkozók Kiskönyvtára sorozatban is megjelent rövidítve.
Egyidejűleg volt a magyar sakkválogatott edzője és kapitánya, a Tipográfiának két évtizeden át játékosa és edzője, 1956-tól mesteredző.

## Sakkpályafutása
Orvosi végzettségét követően egy percig sem praktizált, hanem a háború utáni első sakkszövetségben, a MADOS-ban (Magyar Dolgozók Országos Sakkszövetsége) a vidéki sakkélet megszervezésében vállalt szerepet. A sakkjátékban mesteri címig vitte, de ugyanezt a címet elérte a feladványszerzésben is, és – a cím bevezetése után – az elsők között kapta meg a mesteredzői címet is, miután 1956-ban egyik edzőkísérője volt a moszkvai sakkolimpián 2–3. helyen végzett magyar sakkválogatottnak.
Életét sikerült úgy alakítania, hogy csak a sakkból, sakktanításból élt: 1951-től – Szabó Lászlóval és Barcza Gedeonnal – szerkesztette (felelős-szerkesztőként majd szakszerkesztőként) a Magyar Sakkéletet (ahol övé volt a Tanulmányrovat is), heti sakkrovatot vezetett a Népszava, Vándor Kálmán irányította sportoldalán, Barcza Gedeonnal együtt oktatta, edzette a Tipográfia egyesület sakkcsapatát. Az 1970-es évek végén a Vasas Izzót erősítette. Születésének 90., halálának 30. évfordulóján a sakk-kultúra fejlesztése, terjesztése, népszerűsítése területén kifejtett kimagasló teljesítménye elismeréseként 2009-ben posztumusz elnyerte a Magyar Sakkszövetség és a Sakk-kultúráért Alapítvány által alapított Caissa lovagja kitüntető címet.

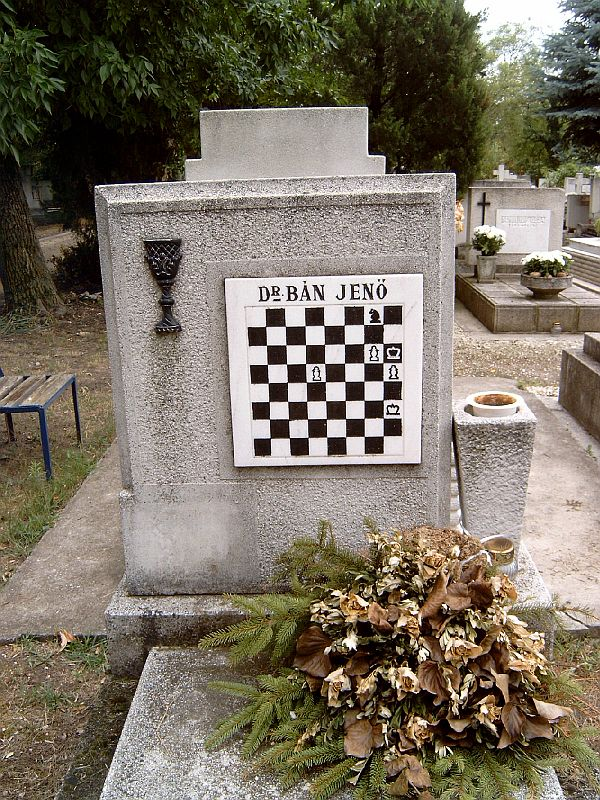
Bán Jenő sírja Budapesten. Új köztemető: 63/9-1-48 (A sírkövön Bán Jenő tanulmánya: világos lép és nyer.)

Szülővárosa és környéke még negyven évvel a halála után is Bán Jenő-emlékversennyel őrzi a nevét, dunapataji szülőházát emléktábla jelöli meg, és nem messze a szülőháztól egy kis teret is róla neveztek el. Az évente több száz kisiskolás részvételével megrendezett Bán Jenő-emlékversenyek szervezője a Logikusak(k) Kulturális és Sportegyesület. Születésének századik évfordulóján megkoszorúzták a szülői házán Dunapatajban levő emléktáblát.

## Könyvei
A fentebb már említett könyvein kívül (melyek közül A végjátékok taktikája angol és német nyelven is megjelent, és mindkettő kiadványt a vakok számára is hozzáférhetővé tették Braille-kiadásban illetve több nyelven hangos könyvként) bajnoksági bulletineket és egy kézikönyvet is írt. Főbb művei:
- A sakkjáték elemei (Asztalos Lajossal, Bp., 1950-2006 folyamatosan sok kiadás, például ISBN 963-09-3516-3)
- A végjátékok taktikája (Bp., 1954-től több kiadás magyar, angol és német nyelven)
- A VII. magyar sakkbajnokság (Bp., 1952)
- A X. magyar sakkbajnokság (Pogáts Józseffel, Bp., 1955)
- Végjátékiskola (Bp., 1965)

## Díjai, elismerései
- A Magyar Népköztársaság Érdemes Sportolója (1954)[3]
- Mesteredző (1956)
- Szocialista Munkáért Érdemérem (1961)[4]
- A Magyar Népköztársaság Sportérdemérem bronz fokozata (1975)[5]
- Caissa lovagja (2009) (posztumusz)